# María de Cosme de Médici
María Lucrecia de Médici, (3 de abril de 1540 - Livorno, 19 de noviembre de 1557), hija del II Duque de Florencia Cosme I de Médici y su esposa Leonor Álvarez de Toledo, hija del Virrey de Nápoles.

## Primeros años

Un retrato de una mujer desconocida y un niño por Bronzino. Se cree que es María de Médicis, representada con su hermano menor Antonio. Ambos niños murieron jóvenes.

Si bien Cosme tenía ya una hija natural, Bia de Médici, María fue la primera en nacer del matrimonio con la aristócrata española Leonor Álvarez de Toledo, siendo la primera de once hijos legítimos.
La descendencia de Cosme y Leonor, a pesar de ser numerosa, no fue afortunada: tres niños murieron en la infancia, cuatro (María incluida) en la adolescencia, y dos probablemente asesinadas en la juventud. Su hermano mayor, Francisco murió en circunstancias misteriosas a los 46 años y dejó solamente hijos ilegítimos, quedando solamente Fernando I de Médici para continuar con el linaje.
María fue educada como una verdadera princesa junto a sus hermanos y hermanas, viviendo con sus padres en el Palazzo Vecchio, donde la pompa establecida por su padre era totalmente inusitada para Florencia. Entre sus tutores se pueden contar a Pierfrancesco Riccio y Antonio Angeli da Barga, y los cronistas reportan que podía hablar con fluidez el español, enseñado por diferentes profesores y su propia madre.

## Matrimonio y muerte
A una tierna edad se había planificado su boda, comprometiéndola con Alfonso II de Este, pero el matrimonio jamás se concretó ya que María fue atacada por la malaria y murió en 1557 a los 17 años en Livorno. Alfonso se casó entonces con su hermana Lucrecia, sobre la que se sospecha fue envenenada por éste.

## Retrato
De María queda un precioso retrato de Agnolo Bronzino de cuando tenía cerca de ocho años, que se conserva en la Galería de los Ufizzi. Entre los retratos de los hijos de Cosme, el suyo es uno de los más solemnes ya que aparece con expresión muy seria y destacando los colores oscuros del traje y del fondo que contrasta fuertemente con el claro rostro. Magníficamente enjoyada, se destacan las perlas que subrayan la posición principal de su linaje y que son testimonio de la moda de la época.
Sus restos están sepultados en el oratorio de la Fortezza di Livorno.

## Ascendencia
| María de Cosme de Médici | Padre: Cosme I de Médici        | Abuelo paterno: Juan de Médici                   | Bisabuelo paterno: Giovanni de Médici         |
| María de Cosme de Médici | Padre: Cosme I de Médici        | Abuelo paterno: Juan de Médici                   | Bisabuela paterna: Caterina Sforza            |
| María de Cosme de Médici | Padre: Cosme I de Médici        | Abuela paterna: María Salviati                   | Bisabuelo paterno: Jacobo Salviati            |
| María de Cosme de Médici | Padre: Cosme I de Médici        | Abuela paterna: María Salviati                   | Bisabuela paterna: Lucrecia de Médici         |
| María de Cosme de Médici | Madre: Leonor Álvarez de Toledo | Abuelo materno: Pedro Álvarez de Toledo y Zúñiga | Bisabuelo materno: Fadrique Álvarez de Toledo |
| María de Cosme de Médici | Madre: Leonor Álvarez de Toledo | Abuelo materno: Pedro Álvarez de Toledo y Zúñiga | Bisabuela materna: Isabel de Zúñiga           |
| María de Cosme de Médici | Madre: Leonor Álvarez de Toledo | Abuela materna: María Osorio Pimentel            | Bisabuelo materno: Luis Pimentel              |
| María de Cosme de Médici | Madre: Leonor Álvarez de Toledo | Abuela materna: María Osorio Pimentel            | Bisabuela materna: Juana Osorio               |